# Villalba de Perejil
Villalba de Perejil es un municipio y localidad española de la provincia de Zaragoza, en la comunidad autónoma de Aragón. El término municipal, ubicado en la comarca de la Comunidad de Calatayud, tiene una población de 84 habitantes (INE 2024).

## Historia
A mediados del siglo XIX, el lugar contaba con una población censada de 75 habitantes. La localidad aparece descrita en el decimosexto volumen del Diccionario geográfico-estadístico-histórico de España y sus posesiones de Ultramar de Pascual Madoz de la siguiente manera:

VILLALBA: l. con ayunt. en la prov. y aud. terr. de Zaragoza (15 leg.), c. g. de Aragón, part. jud. de Calutayud (2), dióc. de Tarazona (14): sit. á la falda de un monte en la ribera izq. del r. Miedes; le baten todos los vientos y goza de un clima templado y sano. Tiene sobre 50 casas, inclusas la del ayunt. y cárcel; escuela de niños, á la que concurren 20, dotada con 800 rs.; igl. parr. (San Cristóbal) servida por un cura de provision ordinaria, y 2 beneficiados, que componen el capitulo ecl.; una ermita (Sta. Ana) sostenida por los vec, y un cementerio bien situado. Confina el térm. por N. con Calatayud y Torres; E. Sediles; S. Belmonte, y O. Paracuellos y Jiloca; su estension de N. á S. es de 1 1/2 leg. y 2 de E. á O., y comprende varios montes, que crian salvias, romeros y tomillos; algunas canteras de cal y yeso, y 2 pequeñas deh. para pastos. El terreno es escabroso en su mayor parte, de secano con unas 600 hanegadas de regadío, que fertiliza el r. Miedes. caminos: la carretera de Calatayud para Teruel, en mal estado. El correo se recibe de Calatayud por un encargado tres veces á la semana. prod.: cáñamo, vino, trigo, cebada, algunas judias y potatas; mantiene ganado lanar. ind.: la agricola y un molino harinero. pobl.: 16 vec., 75 alm. cap. prod.: 421,403 rs. imp.: 26,600. contr.: 4,992.
(Madoz, 1850, p. 164)

Hasta la reforma de la nomenclatura municipal de 1916 el municipio se llamaba simplemente Villalba. En dicha fecha su nombre fue modificado por el de Villalba de Perejil.

## Demografía
Villalba de Perejil cuenta con una población de 84 habitantes (INE 2024).
| Gráfica de evolución demográfica de Villalba de Perejil entre 1842 y 2021 |
| |
| Población de derecho según los censos de población del INE Población de hecho según los censos de población del INEEn estos censos se denominaba Villalba: 1842, 1857, 1860, 1877, 1887, 1897, 1900 y 1910 |

## Administración y política
| Período   | Alcalde                 | Partido |  |
| --------- | ----------------------- | ------- |  |
| 1979-1983 | José María Moreno López | Ind.    |  |
| 1983-1987 |                         |         |  |
| 1987-1991 |                         |         |  |
| 1991-1995 |                         |         |  |
| 1995-1999 |                         |         |  |
| 1999-2003 |                         |         |  |
| 2003-2007 |                         |         |  |
| 2007-2011 |                         |         |  |
| 2011-2015 |                         |         |  |
| 2015-2019 | Eduardo Condón Gormaz   | PSOE    |  |

| Partido político    | Partido político                                   | 2003   | 2007   | 2011   | 2015   |
| Partido político    | Partido político                                   | Ediles | Ediles | Ediles | Ediles |
|                     | Partido Popular de Aragón (PP)                     | 5      | 4      | 4      | 4      |
|                     | Partido de los Socialistas de Aragón (PSOE-Aragón) | —      | —      | —      | 1      |
|                     | Partido Aragonés (PAR)                             | —      | 2      | 1      | —      |
|                     | Chunta Aragonesista (CHA)                          | —      | —      | —      | —      |
| Total de concejales | Total de concejales                                | 5      | 5      | 5      | 5      |